# Peter Lustig
Peter Fritz Willi Lustig (Breslau, 27 oktober 1937 – Bohmstedt, 23 februari 2016) was een Duitse televisiepresentator en kinderboekenschrijver. Hij werd vooral bekend als presentator van het kinderprogramma Löwenzahn.

## Boeken
- Peter Lustig, Theo Kerp: Die Hamster kommen. vgs, Köln 1982, ISBN 3-8025-5020-X.
- Peter Lustig: Wie funktioniert ein Auto? Peter Lustigs Technik-Comic. Maier, Ravensburg 1983, ISBN 3-473-35565-8.
- Peter Lustig: Im Kopf brennt noch Licht. vgs, Köln 1983, ISBN 3-8025-5024-2.
- Peter Lustig, Burckhard Mönter: Peter Lustigs Bastelbuch. Band 1, vgs, Köln 1985, ISBN 3-8025-5036-6.
- Peter Lustig, Burckhard Mönter: Peter Lustigs Bastelbuch. Band 2, vgs, Köln 1987, ISBN 3-8025-5041-2.
- Peter Lustig, Gerhard Lechenauer: Vertonen. Der Ton zu den Bildern. Dia, Film und Video. Rowohlt, Reinbek 1987, ISBN 3-499-17189-9.
- Peter Lustig, Sabine Damke: Der Feuerwehrmann, den keiner mehr haben wollte. W. Mann, Berlijn 1988, ISBN 3-926740-01-9.
- Peter Lustig, Sophie Brandes, e.a. : Der Schneemann, der verreisen wollte. W. Mann, Berlijn 1988, ISBN 3-926740-02-7.
- Peter Lustig: Lieber Momme – Wunderliche Briefe. W. Mann, Berlijn 1989, ISBN 3-926740-16-7.
- Peter Lustig: Kochbuch für kleine Feinschmecker. W. Mann, Berlijn 1992, ISBN 3-926740-04-3.

- Gemeinsame Normdatei: 109949358
- International Standard Name Identifier: 0000 0003 7201 720X
- Nationale Bibliotheek van Letland: 000092595
- MusicBrainz: e77630d2-20db-48ac-852d-87124088aaa1
- Nederlandse Thesaurus van Auteursnamen: 073234966
- Virtual International Authority File: 32581092
- WorldCat: E39PBJB4cBpgcHGRXy9hbxhGpP